# Puig d'en Roure (Beuda)
El Puig d'en Roure és una muntanya de 691 metres que es troba entre els municipis de Beuda i de Sales de Llierca, a la comarca catalana de la Garrotxa.